# Sex Me
Sex Me je píseň amerického zpěváka R. Kellyho. Píseň pochází z jeho debutu 12 Play. Píseň sám napsal i produkoval.

## Hitparáda
| Země   | Umístění |
| ------ | -------- |
| US 100 | 20       |
| US R&B | 8        |
| UK     | 75       |